# Eugène Chaboud

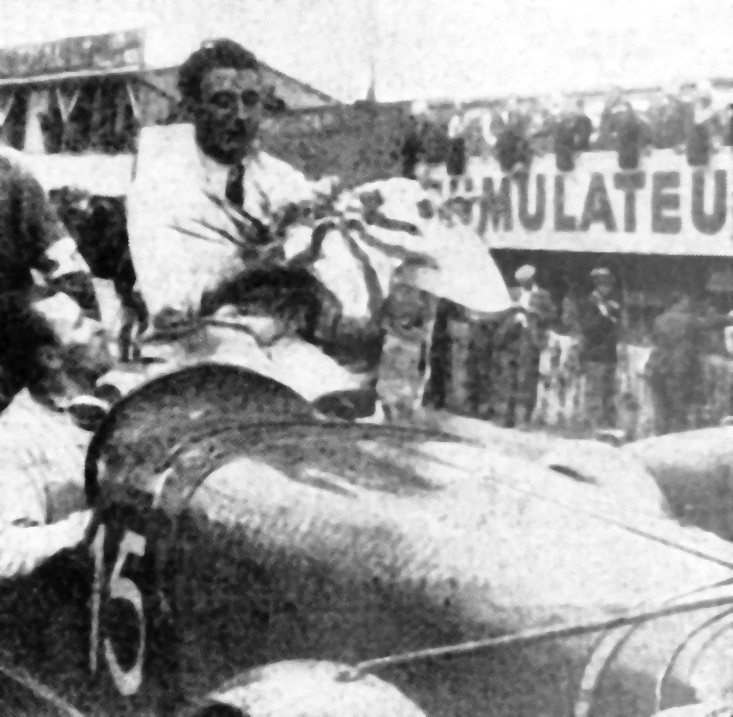
Chaboud (izquierda) y Trémoulet en los festejos de la victoria de Le Mans

Marius Eugène Chaboud (Lyon, 12 de abril de 1907-Montfermeil, Sena-Saint Denis, 28 de diciembre de 1983) fue un piloto de automovilismo francés.

## Semblanza
Chaboud era hijo de un rico comerciante de Lyon. Inició su carrera deportiva en 1936 a bordo de un Delahaye en subidas de montaña, impulsado por su amigo Jean Trémoulet. Al año siguiente se inscribieron en las 24 Horas de Le Mans pero no finalizaron la prueba debido a un accidente de Trémoulet, y en 1938 lo volvieron a intentar, llevándose la victoria con dos vueltas sobre otro Delahaye que fue segundo. Chaboud también subió al podio en otras competiciones de deportivos en esos años.
En el año siguiente participó en pruebas de rallies (logrando un triunfo en Chamonix) y en Grandes Premios. Volvió a participar en Le Mans pero esta vez con Yves Giraud-Cabantous, retirándose en la vuelta 99.
Volvió a la competición tras la Segunda Guerra Mundial, en la que murió Trémoulet en 1945. Al año siguiente ganó el Gran Premio de Bélgica con un Delage, delante de los también franceses Pierre Levegh y Raymond Sommer. Hasta el año 1952, participó en un gran número de Grandes Premios. Logró podios en Niza, Trois-Villes, Estocolmo, París y Lyon-Parilly, entre otros, con victorias en Marsella y Perpiñán. Participó en tres eventos del campeonato mundial de Fórmula 1 creado en 1950, conduciendo un Talbot-Lago. Sumó un punto en el Gran Premio de Francia de 1950 al ser quinto junto a Philippe Étancelin.
Después de la guerra fue parte de la parrilla de salida de las 24 Horas de Le Mans en tres ocasiones, pero con tres abandonos. Sufrió un accidente en la edición de 1952, en el que quedó atrapado debajo del vehículo. Salió con vida, pero decidió retirarse de las carreras después de este suceso.
Tras su retirada, se dedicó a la venta de automóviles. Falleció en 1983 a los 76 años.

## Resultados

### 24 Horas de Le Mans
| Año     | Equipo                        | Copilotos             | Automóvil           | Clase | Vueltas | Pos. | Pos. Clase |
| ------- | ----------------------------- | --------------------- | ------------------- | ----- | ------- | ---- | ---------- |
| 1937    | Eugène Chaboud                | Jean Trémoulet        | Delahaye 135CS      | 5.0   | 9       | DNF  | DNF        |
| 1938    | Eugene Chaboud/Jean Tremoulet | Jean Trémoulet        | Delahaye 135CS      | 5.0   | 235     | 1.º  | 1.º        |
| 1939    | Ecurie Francia                | Yves Giraud-Cabantous | Delahaye 135CS      | 5.0   | 99      | DNF  | DNF        |
| 1949    | Charles Pozzi                 | Charles Pozzi         | Delahaye 175CS      | S5.0  | 52      | DNF  | DNF        |
| 1951    | Eugène Chaboud                | Lucien Vincent        | Talbot-Lago T26C-GS | S5.0  | 33      | DNF  | DNF        |
| 1952    | Eugène Chaboud                | Charles Pozzi         | Talbot-Lago T26C-GS | S5.0  | -       | DNF  | DNF        |
| Fuente: |                               |                       |                     |       |         |      |            |

### Campeonato Europeo de Pilotos
(Clave) (negrita indica pole position) (cursiva indica vuelta rápida)
| Año     | Escudería | 1       | 2   | 3   | 4   | Pos.  | Puntos |
| ------- | --------- | ------- | --- | --- | --- | ----- | ------ |
| 1938    | SEFAC     | FRA Ret | GER | SUI | ITA | 31.º= | 31     |
| Fuente: |           |         |     |     |     |       |        |

### Fórmula 1
(Clave) (negrita indica pole position) (cursiva indica vuelta rápida)

| Año     | Escudería          | 1   | 2   | 3   | 4     | 5       | 6       | 7   | 8   | Pos. | Puntos |
| ------- | ------------------ | --- | --- | --- | ----- | ------- | ------- | --- | --- | ---- | ------ |
| 1950    | Ecurie Lutetia     | GBR | MON | 500 | SUI   | BEL Ret | FRA DNP |     |     | 20.º | 1      |
| 1950    | Philippe Étancelin |     |     |     |       |         | FRA 5‡  | ITA |     | 20.º | 1      |
| 1951    | Eugène Chaboud     | SUI | 500 | BEL | FRA 8 | GBR     | GER     | ITA | ESP | NC   | 0      |
| Fuente: |                    |     |     |     |       |         |         |     |     |      |        |